# 吉田弘之
吉田 弘之（よしだ ひろゆき、1946年 - ）は、日本の環境学者。
環境影響評価、環境技術、高分子化学、環境関連化学、生体関連化学、化工物性、反応工学、生物機能・バイオプロセスなどの研究を行っている。「水を反応場に用いる有機資源循環科学・工学」が21世紀COEプログラムに採択された。亜臨界水を用いて廃棄物から有益な物質を抽出する技術開発に実績が多い。地域の委員会の要職を担い、社会環境問題の解決に取り組んでいる。

## 略歴

### 学歴
- 1969年 大阪府立大学工学部、化学工学卒業

### 職歴
- 大阪府立大学教授

## 主要著書
- 亜臨界水反応による廃棄物処理と資源・エネルギー化 （2007年シーエムシー出版）
- 地球環境の化学　役にたつ化学シリーズ 水の浄化（分担） （2006年、朝倉書店）
- 多孔質吸着材ハンドブック （2005年、フジ・テクノシステム）
- 化学工学辞典 （2005年化学工学会編 丸善）

## 社会貢献活動

### 委員会活動
- 大阪アジア3R技術サポートコンソーシアム検討会副委員長（2006年7月～2009年3月）
- 泉大津市環境影響評価専門委員会委員長（2004年11月～2007年6月）
- 堺市廃棄物減量等推進審議会委員長（2004年10月～）
- 環境技術に関する懇談会（大阪府）委員長（2002年）
- フィッシュミール工場運転監視検討会委員（大阪府） H15～座長（1999年～）

### 講演活動
- 水が世界を変える・・亜臨界水処理技術によるバイオマス利活用・・（近畿バイオマスタウンサミット）
- 亜臨界技術による有機性廃棄物の高速資源・エネルギー化
- 超高速・超効率メタン発酵製造方法（有機廃棄物を1日でメタンガスにできる）
- 亜臨界水を用いた米ぬか油の製造（おおさかATCグリーンエコプラザ）

### 受賞歴
- 日本吸着学会学術賞 （2008年）

## 所属学会等
- 化学工学会 （出版委員会委員長,分離部会副会長,吸着・イオン交換分科会会長、1997-2003  ）
- 日本吸着学会 （理事,運営幹事長,副会長,会長、1997-2002）
- 環境科学会 （国内）
- 国際吸着学会(International Adsorption Society)
- 日本海水学会
- アメリカ化学工学会(American Institute of Chemical Engineers) （分離部門吸着・イオン交換部会委員 、1992- ）
- 日本イオン交換学会、近畿化学協会、水環境学会 、廃棄物資源循環学会 、日本食品化学学会、キチン・キトサン学会、分離技術会